# NHK大分放送局
NHK大分放送局（日语：／），又称NHK大分广播电视台，是日本放送協會位於大分縣大分市、負責主管當地事務的地方广播电视台（放送局）。

## 频道频率
电视频道
- NHK综合频道（呼号JOIP-DTV）
- NHK教育频道（呼号JOID-DTV）

广播频率
- NHK第一套广播（呼号JOIP）
- NHK第二套广播（呼号JOID）
- NHK调频广播（呼号JOIP-FM）

## 吉祥物
桶丸（日语：おけまる）：為開局80周年所創作的紀念吉祥物，是溫泉妖精，插畫家今井杏所設計，聲優為種崎敦美，兩位均是大分出身
。

## 外部連結
- 官方网站（日語） NHK大分放送局
- NHK大分放送局的X（前Twitter）